# Charles Henri de Choiseul

Stemma della famiglia Choiseul

Charles Henri de Choiseul (Isches, ... – Isches, 2 ottobre 1696) è stato un nobile e militare francese, marchese di Isches.

## Biografia
Era figlio di Henri de Choiseul, signore di Isches dal 1610 al 1649 e di Marguerite de Carondelet (†1677). Fu capitano del reggimento di fanteria d'Ourche e governatore di Foug en Barrois.

## Discendenza
Charles Henri sposò il 23 settembre 1677 Marie Charlotte Bruneau de La Rabatelière, figlia del barone de La Rabatelière Charles Bruneau (†1654), dal quale ebbe otto figli:
- Charlotte (1679-1734)
- Marie-Antoinette (1682-1682)
- Pierre (1683-1686)
- Nicolas (1683-?)
- Gilles Bernardin (1685-?)
- Catherine Charlotte Emilie (ca 1690-1763), moglie di Luigi II Gonzaga, marchese di Luzzara
- Nicole (1691-?)
- Louis (1696-1710).